# Station Caldes d'Estrac
Caldes d'Estrac is een station van Rodalies Barcelona. Het is gelegen in de gemeente Caldes d'Estrac en wordt bediend door lijn R1.
Het station bevindt zich onder het viaduct van de N-11.

## Lijnen
| Eindbestemming                          | Vorig station             | Lijn | Volgend station | Eindbestemming   |
| --------------------------------------- | ------------------------- | ---- | --------------- | ---------------- |
| Molins de Rei L'Hospitalet de Llobregat | Sant Andreu de Llavaneres |      | Arenys de Mar   | Maçanet-Massanes |